# Nitin Kumar
Nitin Kumar (Tamil Nadu, 14 november 1985) is een Indiaas darter.

## Carrière
In 2011 vertegenwoordigde Kumar Team India op de WDF World Cup 2011, samen met Amit Gilitwala, Sarthak Patel, Chandrika Singh en Phalgun Tiruvasu.
In 2014 vertegenwoordigde Kumar India op de PDC World Cup of Darts 2014, samen met Amit Gilitwala, waar ze in de eerste ronde met 5-0 verloren van het Belgische duo Kim en Ronny Huybrechts. In 2015 vertegenwoordigde hij opnieuw India op de PDC World Cup of Darts 2015, samen met Ashfaque Sayed, waar ze in de eerste ronde met 5-0 verloren van het Duitse paar Jyhan Artut en Max Hopp.
In 2018 won Kumar de Indian Qualifier voor het PDC World Darts Championship 2019 door Ankit Goenka met 5-0 te verslagen in de finale. In zijn wedstrijd in de eerste ronde tegen Jeffrey de Zwaan kon Kumar drie legs winnen voordat hij met 3-0 verloor. In 2019 won hij de Indiase kwalificatiewedstrijd voor het PDC World Darts Championship 2020 door Ravi Bhat met 6-1 te verslaan in de finale. In 2021 won hij de Indiase kwalificatiewedstrijd voor het PDC World Darts Championship 2022 door Vikehelie Suohu met 6-0 te verslaan in de finale, waarmee hij voor de derde keer in vier jaar tijd optrad.
In januari 2023 nam Kumar deel aan de Bahrain Darts Masters. Op 27 mei van dat jaar schreef Kumar bij de PDC Asian Tour 14 op zijn naam, waarbij hij Paul Lim met een uitslag van 5-4 versloeg in de finale.
Op de Bahrain Darts Masters 2025 liet Kumar in de eerste ronde een gemiddelde van 92,36 noteren. Stephen Bunting was te sterk.
Samen met Mohan Kumar Goel kwam Kumar op de World Cup of Darts 2025 uit voor India. Het koppel verloor in de groepsfase van de duo's uit Chinees Taipei en Tsjechië.

## Resultaten op wereldkampioenschappen

### PDC
- 2019: Laatste 96 (verloren van Jeffrey de Zwaan met 0-3)
- 2020: Laatste 96 (verloren van Brendan Dolan met 0-3)
- 2022: Laatste 96 (verloren van Ricky Evans met 0-3)
- 2025: Laatste 96 (verloren van Martin Lukeman met 1-3)